# Hispanopithecus
 Hispanopithecus  ist eine ausgestorbene Gattung der Menschenaffen, die vor rund 10 Millionen Jahren während des Miozäns in Spanien vorkam. Die Gattung und ihre Typusart Hispanopithecus laietanus wurden erstmals 1944 wissenschaftlich beschrieben. Möglicherweise gehört die Gattung zu den engeren Verwandten der Orang-Utan-Vorfahren.

## Namensgebung
Hispanopithecus ist ein Kunstwort. Die Bezeichnung der Gattung verweist auf die Entdeckung der ersten Fossilien im Nordosten von Spanien sowie auf altgriechisch πίθηκος píthēkos, deutsch ‚Affe‘. Das Epitheton der Typusart, laietanus, erinnert an die Volksgruppe der Laietani, die vor rund 2500 Jahren in der Umgebung mehrerer Fundorte in Katalonien siedelte.
Gelegentlich werden die als Dryopithecus crusafonti bezeichneten Fossilien als Hispanopithecus crusafonti zu Hispanopithecus gestellt. Auch wurde vorgeschlagen, Hispanopithecus laietanus der Gattung Dryopithecus zuzuweisen, mit Dryopithecus crusafonti zu vereinen und dieses Taxon dann als Dryopithecus laietanus zu führen.

## Funde
Das bislang vollständigste Skelett, bestehend aus rund 60 Knochenfragmenten, wurde 1996 beschrieben. Aus dem Körperbau wurde auf eine häufig hangelnde Fortbewegung geschlossen, die – auch aufgrund der recht langen Arme – eher mit dem Verhalten der Orang-Utans vergleichbar sei als mit dem der afrikanischen Menschenaffen-Arten. 2012 wurde das teilweise erhaltene Skelett eines erwachsenen, weiblichen Individuums beschrieben, das zu Lebzeiten vermutlich 22 bis 25 kg gewogen hat. Geborgen wurden u. a. Knochen aus dem Bereich der Schulter, des Brustkorbs und der Arme. Aus dem Bau des Ellbogengelenks wurde abgeleitet, dass die Knochen und die Ansatzstellen der Muskulatur sowohl auf eine zeitweise hangelnde Fortbewegung als auch auf eine zeitweise vierfüßige Fortbewegung von Ast zu Ast auf den Ästen schließen lassen. Bereits 2007 war nach der Analyse von Knochen einer teilweise erhaltenen Hand diese in der Gruppe der Menschenaffen ungewöhnliche Kombination erwähnt und darauf verwiesen worden, dass der Bau der Knochen am ehesten mit dem der heute lebenden Orang-Utans vergleichbar sei.
Erhalten geblieben sind ferner zahlreiche Zähne. Aus den Abriebspuren auf ihrer Oberfläche wurde 2014 abgeleitet, dass die Individuen der Art – ähnlich wie Anoiapithecus und Dryopithecus – sich vorwiegend von relativ weichen Früchten ernährten. Dieser Befund wird gestützt durch eine paläoklimatologische Studie, in der anhand von fossilen Pflanzen- und Tierarten die Umwelt von Hispanopithecus laietanus rekonstruiert wurde. Demnach lebte die Art in subtropischen, ganzjährig feucht-warmen Wäldern (vergleichbar bezüglich der Anmutung von Vegetation und Gewässern mit einem Auwald), in denen ständig reife Früchte verfügbar waren. Die Autoren wiesen in ihrer Studie zugleich darauf hin, dass es vor rund 9 Millionen Jahren im Gebiet des heutigen Kataloniens kühler wurde und laubabwerfende Bäume vorherrschend wurden – zur gleichen Zeit, als auch die Menschenaffen und zahlreiche andere Tierarten in dieser Region nicht mehr nachweisbar sind.
Ein Vergleich von morphologischen Merkmalen der Bogengänge des Innenohrs von Hispanopithecus und dem gleich alten Rudapithecus ergab zum einen so große Unterschiede, dass daraus die Berechtigung abgeleitet wurde, diese Fossilien weiterhin unterschiedlichen Gattungen zuzuordnen. Zugleich wurde durch die Untersuchung ihrer Gleichgewichtsorgane die stammesgeschichtliche Nähe beider Gattungen zu den Gorillas und Schimpansen bestätigt, das heißt ihre Einordnung als Menschenaffen, und eine deutliche Distanz zu den Orang-Utans.

## Belege
1. ↑  Jordi Agustí, Meike Köhler und Salvador Moyà-Solà: Can Llobateres: the pattern and timing of the Vallesian hominoid radiation reconsidered. In: Journal of Human Evolution. Band 31, Nr. 2, 1996, S. 143–155, doi:10.1006/jhev.1996.0055.
2. ↑  Isaac Casanovas-Vilar et al.: Updated chronology for the Miocene hominoid radiation in Western Eurasia. In: PNAS. Band 108, Nr. 14, 2011, S. 5554–5559, doi:10.1073/pnas.1018562108.
3. ↑  Josep Fernández de Villalta, Miquel Crusafont: Dos nuevos antropomorfos del Mioceno espanol y su situacion dentro del la moderna sistematica de los simidos. In: Notas y Comunicaciones del Instituto Geologico y Minero de Espana. Band 13, 1944, S. 91–139.
4. ↑  David W. Cameron: A revised systematic scheme for the Eurasian Miocene fossil Hominidae. In: Journal of Human Evolution. Band 33, Nr. 4, 1997, S. 449–477, doi:10.1006/jhev.1997.0145.
5. ↑  Francesc Ribot, Josep Gibert und Terry Harrison: A reinterpretation of the taxonomy of Dryopithecusfrom Vallès-Penedès, Catalonia (Spain). In: Journal of Human Evolution. Band 31, Nr. 2, 1996, S. 129–141, doi:10.1006/jhev.1996.0054.
6. ↑  Salvador Moyà-Solà und Meike Köhler: A Dryopithecus skeleton and the origins of great-ape locomotion. In: Nature. Band 379, 1996, S. 156–159, doi:10.1038/379156a0.
7. ↑  David M. Alba et al.: A Partial Skeleton of the Fossil Great Ape Hispanopithecus laietanus from Can Feu and the Mosaic Evolution of Crown-Hominoid Positional Behaviors. In: PLoS ONE. Band 7, Nr. 6, 2012, e39617, doi:10.1371/journal.pone.0039617.
8. ↑  Sergio Almécija et al.: Orang-like manual adaptations in the fossil hominoid Hispanopithecus laietanus: first steps towards great ape suspensory behaviours. In: Proceedings of the Royal Society B. Online-Veröffentlichung vom 10. Juli 2007, doi:10.1098/rspb.2007.0750.
 Europäischer Affenahn bewegte sich wie Orang-Utan und Pavian. Auf: spektrum.de vom 12. Juli 2007.
9. ↑  David M. Alba et al.: New dental remains of Hispanopithecus laietanus (Primates: Hominidae) from Can Llobateres 1 and the taxonomy of Late Miocene hominoids from the Vallès-Penedès Basin (NE Iberian Peninsula). In: Journal of Human Evolution. Band 63, Nr. 1, 2012, S. 231–246, doi:10.1016/j.jhevol.2012.05.009.
10. ↑  Daniel DeMiguel, David M. Alba und Salvador Moyà-Solà: Dietary Specialization during the Evolution of Western Eurasian Hominoids and the Extinction of European Great Apes. In: PLoS ONE. Band 9, Nr. 5, 2014, e97442, doi:10.1371/journal.pone.0097442.
11. ↑  Josep Marmi et al.: The paleoenvironment of Hispanopithecus laietanus as revealed by paleobotanical evidence from the Late Miocene of Can Llobateres 1 (Catalonia, Spain). In: Journal of Human Evolution. Band 62, Nr. 3, 2012, S. 412–423, doi:10.1016/j.jhevol.2011.12.003.
12. ↑  Institut Català de Paleontologia: The extinction of Hispanopithecus: just a matter of plants?
13. ↑  Alessandro Urciuoli, Clément Zanolli, Sergio Almécija et al.: Reassessment of the phylogenetic relationships of the late Miocene apes Hispanopithecus and Rudapithecus based on vestibular morphology. In: PNAS. Band 118, Nr. 5, 2021, e2015215118, doi:10.1073/pnas.2015215118.